# Endstation goldener Fluß
Endstation goldener Fluß (Originaltitel Colour in the Creek) ist eine international koproduzierte zehnteilige Jugendserie, die 1986 in Australien produziert wurde. Die Vorlage zur Serie basiert auf Margaret Paices Büchern Colour in the Creek und A Shadow of Wings aus der Zeit der Großen Depression. Das in zehn Folgen aufgeteilte Historiendrama, fängt die Höhen und Tiefen des Lebens auf dem Land und die Turbulenzen ein, die mit Goldfunden einhergehen, die in australischen Flüssen entdeckt wurden. Dem Film vorangestellt sind die Worte: „Fortune favours the family in the 1930s Aussie goldfields.“ (frei übersetzt: Das Glück ist der Familie in den australischen Goldfeldern der 1930er Jahre hold.)
Ab dem 8. Januar 1987 wurden die einzelnen Folgen der Serie im Programm der ARD Das Erste erstmals in Deutschland ausgestrahlt.

## Inhalt
1931: Die Weltwirtschaftskrise hat Arbeitslosigkeit und Armut über Land und Menschen gebracht. Die Welt befindet sich allgemein in einem wirtschaftlichen Tief, da die Große Depression der Nation Armut, Not und hohe Arbeitslosigkeit beschert hat. Auch die Familie Fletcher packt, von Verzweiflung und Hoffnung auf ein besseres Leben getrieben, ihre Habseligkeiten in ihren alten Ford „Lissie“ und macht sich auf die Suche nach einem Obdach, nach Arbeit und Nahrung. John Fletcher blieb keine Wahl, als seine kleine Autowerkstatt in der Stadt zu schließen. Die Familie entscheidet sich, auf dem Land nach besseren Lebensbedingungen zu suchen. John Fletcher ist bereit, alles zu tun, was seiner Familie weiterhilft. Unterwegs begegnen die Fletchers einem Mr. Ekman, einen mysteriösen Zauberer, der ihnen von Goldfunden am Goldenen Fluss erzählt. Fletcher fasst daraufhin den Entschluss, zusammen mit seiner Frau Ellen und den drei Kindern Alec, Biddy und Jonno in die Coorumbong-Creek-Region zu gehen, um dort sein Glück zu versuchen.
Alec, der zwölfjährige Sohn der Fletchers, schließt unterwegs nach einigem Hin und Her Freundschaft mit Robbie, dem Sohn eines anderen Goldsucherpaars, der sich oft ungewöhnlich aggressiv verhält. Robbie findet im Beisein von Alec im Goldenen Fluss einen großen Nugget, was einen Goldrausch auslöst. Kurz darauf wird sein Stiefvater schwer verletzt aufgefunden und Alecs Vater erleidet in der Mine einen schweren Unfall, der ihn lange außer Gefecht setzen wird. Damit die Fletchers von der von ihnen bearbeiteten und angemeldeten Mine trotzdem profitieren können, ist Alec wild entschlossen für die Rechte seiner Familie zu kämpfen. Er arbeitet bis zur Erschöpfung, um seinen Vater zu vertreten, was sich letztendlich für die Familie in barer Münze auszahlt.

## Einzelfolgen in der Kurzfassung
| Episode (Nummer) | Titel (Originaltitel)                                                       | Kurzfassung der einzelnen Folgen |
| ---------------- | --------------------------------------------------------------------------- | --- |
| 01               | Die Reise mit Lissie (Colour in the Creek/The Great Depression)             | Nachdem die Fletchers sich mühevoll durch ihr von Dürre und Depression heimgesuchtes Land geschlagen haben, führt sie eine Begegnung mit dem Mitreisenden Mr. Ekman zum Coorumbong Creek, wo sie sich den Menschen anschließen, die auf der Suche nach Gold sind. Trotz aller Entbehrungen finden die drei Kinder der Fletchers diese Reise ins Ungewisse ziemlich spannend. Hilfe braucht die Familie jedoch als ihr Auto „Lissie“ auf einer morschen Brücke einbricht. Ganz allein zieht Alec los, um Hilfe zu holen. Unterwegs trifft er auf einen streunenden Hund, mit dem er sofort Freundschaft schließt. Er nennt das Tier Hoby. |
| 02               | Der Verdacht (All the Family’s Money Has Gone Missing)                      | Alec, der 12-jährige Sohn der Fletchers, kommt auf der Suche nach Hilfe für seine Familie in eine Kleinstadt, wo die Einheimischen ein Pferdegespann organisieren, um den Lastwagen der Fletchers, der auf einer kaputten Brücke steckengeblieben ist, in die Stadt zu schleppen. Das das Fahrzeug repariert werden muss, was dauern kann, ist erst einmal ans Weiterfahren nicht zu denken. Die Familie kommt in der Stadt ein wenig zur Ruhe, findet Arbeit und lebt in einem Hotel, während das Familienoberhaupt Pläne schmiedet, wie man am besten auf der Suche nach Gold vorgehen könne. Zu einem Zwischenfall kommt es, als Ellen Fletchers Handtasche gestohlen wird, und Mr. Ekman in Verdacht steht, damit zu tun zu haben. In der Tasche befindet sich das gesamte Geld der Familie. Man leitet eine Suche nach ihm und der Tasche ein. Obwohl alle glauben, dass Ekman der Dieb ist, ist Alec anderer Meinung. |
| 03               | Im Camp der Goldgräber (Alec Enjoys the Flight of a Lifetime)               | Auf der Suche nach Mr. Ekman begegnet Alec dem Piloten Bluey, der ihn in seinem Flugzeug mitfliegen lässt, ein beeindruckendes Erlebnis für den Jungen. Ekman hingegen scheint wie vom Erdboden verschluckt. Auch Alec beteiligt sich an der Suche nach ihm, ist sich aber sicher, dass Mr. Ekman kein Dieb ist. Obwohl die Fletchers kein Geld mehr haben, entschließen sie sich, die Fahrt zum Goldenen Fluss fortzusetzen. Ihr Ziel ist das Camp der Goldgräber. Dort hoffen sie, ihr Glück zu machen. |
| 04               | Der verzauberte Platz (The Fletcher Family Set Up Camp in Coorumbong Creek) | Nachdem die Familie Fletcher ihr Lager im Coorumbong Creek aufgeschlagen hat, sammelt John seine ersten Erfahrungen als Goldgräber und arbeitet gemeinsam mit weiteren Männern in einer Mine. Alec wiederum lernt Robbie, den Rowdy des Goldgräber-Camps kennen, mit dem er sogleich einen Kampf ausfechten muss. Zwar ist Robbie viel größer und kräftiger als Alec, trotzdem gelingt es Alec, ihn zu besiegen. Und auch seine Zahnschmerzen vergisst Alec ganz schnell, als der mysteriöse Mr. Ekman wieder auftaucht, der, wie er Alec erklärt, sie einfacht weggezaubert habe. Robbie fordert Alec zu einer Mutprobe auf, die an einem verzauberten Platz im Busch stattfinden soll. Dort stoßen die Jungen auf Ekmans Bündel. Gerade als sie es näher untersuchen wollen, erscheint der unheimliche Mann und reagiert ungewöhnlich zornig. Mit seiner Magie bannt er die Jungen, die sich nicht mehr bewegen können.   |
| 05               | Die Suche nach Robbie (Hypnotised)                                          | Auch in Coorumbong Creek wird das Weihnachtsfest gefeiert. Die Feierlichkeiten werden jedoch ziemlich abrupt unterbrochen, als Robbie, mit dem sich Alec mehr oder weniger angefreundet hat, nach einer Auseinandersetzung mit seinem gewalttätigen Stiefvater Clarrie plötzlich verschwunden ist. Wie sich herausstellt, hat Robbie den bösartigen Trunkenbold niedergeschlagen und ist dann in Panik aus dem Camp geflohen. Sofort machen sich alle Männer des Camps auf die Suche nach ihm, auch Alec beteiligt sich daran, obwohl sein Verhältnis zu Robbie immer noch gespalten ist. Er ist es auch, der Robbie findet, der völlig verzweifelt ist, da er glaubt, seinen Stiefvater getötet zu haben. |
| 06               | Kampf in der Schule (Return to Coorumbong Creek)                            | Da man für die Kinder im Goldgräbercamp keinen Lehrer zur Verfügung hat, kommt eine der Frauen, die im Goldgräbercamp leben, auf die Idee, ihnen Unterricht zu erteilen. So wird unter Anleitung von Mrs. Anderson eine provisorische Schule eingerichtet. Auch Robbie wird genötigt, am Unterricht teilzunehmen. Da er unbedingt verbergen möchte, dass er nicht lesen kann, verwüstet er das Klassenzimmer. Alec kann soviel Unverstand nicht verstehen und sagt ihm unverblümt die Meinung. |
| 07               | Der Busch-Pater (Gold Fever)                                                | Im Camp macht die Meldung die Runde, dass Robbie Gold gefunden habe, und zwar als erster des Camps! In der kleinen Siedlung im australischen Busch beginnt sofort das Goldfieber von allen Besitz zu ergreifen. Im Camp erscheint indessen eine schwarze Gestalt auf einem Fahrrad. Es handelt sich um den Busch-Pater Paul. Da viele der Kinder noch nicht getauft sind, soll er das übernehmen. Robbie und Alec erzählen den anderen Kindern indes, dass ihnen bei einer Taufe ein heißes Brandeisen aufgedrückt werde, so wie man das bei Kälbern mache. Daraufhin verschwindet der kleine Snowy, der große Angst hat, und versteckt sich. |
| 08               | Die Sprengung (Code of Silence)                                             | Da sich rasch herumgesprochen hat, dass am Goldenen Fluss Gold gefunden wurde, erscheinen dort immer mehr Fremde. Alec darf mit seinem Vater Sprengladungen in der Mine anbringen. Als eine der Dynamitstangen nicht zündet, schaut John Fletcher nach und genau in dem Moment setzt sie die Explosion in Gang. Schwer verletzt wird der Familienvater geborgen. Die Lage ist ernst. |
| 09               | Die Goldmine (Old Joe Is Elected Mayor)                                     | Nicht nur Alex ist verzweifelt. Er gibt sich die Schuld an dem Unglück, bei dem sein Vater so schwer verletzt worden ist. Er muss noch lange im Krankenhaus bleiben und bedarf danach weiterer Pflege. Robbies Stiefvater will das Unglück zu seinem Vorteil nutzen. Er erklärt, es sei geltendes Recht, dass er die Mine der Fletchers übernehmen könne, weil dort niemand mehr arbeite. Alec gelingt es jedoch mit Hilfe anderer, die Arbeit seines Vaters fortzusetzen und er setzt alles daran, dass die Mine nicht Clarrie in die Hände fällt. Dafür arbeitet er bis zur Erschöpfung. |
| 10               | Gut gemacht, Alec (The Golden Cairn)                                        | Inzwischen hat es sich bis zur Hauptstadt herumgesprochen, dass es im Gestein am Goldenen Fluss Goldadern gibt. Die Goldgesellschaft schickt einige Männer ins Camp, die den Auftrag haben, die besten Minen aufzukaufen. Da Alec die Mine weitergeführt hat, können nun auch die Fletchers ihren Claim verkaufen. Mit dem Geld leisten sie sich ein neues Auto und beschließen, das Camp zu verlassen, um sich irgendwo anders eine neue Existenz aufzubauen. |

## Produktion

### Produktionsnotizen
Produktionsfirma war die PBL Productions, vertrieben wurde die Produktion fürs Fernsehen von Nine Network Australia und für die DVD-Verwertung und die VOD, Videoverwertung von Umbrella Entertainment.

### Ausstrahlung
In Australien wurde die Serie ab dem 7. Mai 1985 ausgestrahlt und im Jahr 1987 wiederholt; in Belgien lief sie ab 1988 und Ungarn ab 1998.
Die Miniserie lief erstmals ab dem 8. Januar 1987 in der ARD. Anschließend wurde sie von 1988 bis 1992 mehrfach im Programm Das Erste wiederholt, ab 1997 im Bayerischen Fernsehen, 1998 im KI.KA und bis 2001 wieder im Bayerischen Fernsehen. Die einzelnen Folgen hatten eine Länge von rund 25 Minuten und liefen jeweils nachmittags an jedem Donnerstag.

## Kritik
Im Fernsehlexikon von Michael Reufsteck und Stefan Niggemeier war zu lesen: „Schlichte, aber bewegende Geschichte über den Zusammenhalt einer Familie in schwierigen Zeiten.“